# Andreas Bauer (Fußballspieler)
Andreas Bauer (* 15. September 1985) ist ein österreichischer Fußballspieler.

## Karriere
Bauer begann seine Karriere beim FC Stadlau. 1995 spielte er für ein Jahr beim SV Hirschstetten. Nachdem er in der Kampfmannschaft gespielt hatte, wechselte er 2006 zur zweiten Mannschaft des SK Rapid Wien. 2008 wechselte er zum Profiverein FC Lustenau 07. Sein Profidebüt gab er am 1. Spieltag 2008/09 gegen den FC Gratkorn. Nach einem halben Jahr in Vorarlberg kehrte er wieder nach Wien zurück, diesmal zum Floridsdorfer AC. Seit 2013 ist er der Kapitän der Floridsdorfer, mit denen er 2014 den Aufstieg in den Profifußball feierte.
Zur Saison 2016/17 kehrte er zum Regionalligisten FC Stadlau zurück. In drei Jahren bei Stadlau kam er zu 69 Einsätzen in der Regionalliga, aus der er mit dem Verein 2019 abstieg. Daraufhin wechselte er zur Saison 2019/20 zum Regionalligaaufsteiger SC Team Wiener Linien. In zwei Jahren beim Team Wiener Linien kam er zu 19 Regionalligaeinsätzen.
Zur Saison 2021/22 schloss er sich dem fünftklassigen SC Korneuburg an.
Im Sommer 2023 wechselte er in die burgenländische 1. Klasse Nord zum ASV Zurndorf.